# Fast verheiratet
Fast verheiratet (Originaltitel: The Five-Year Engagement) ist ein US-amerikanischer Spielfilm von Nicholas Stoller aus dem Jahr 2012 mit Jason Segel und Emily Blunt in den Hauptrollen.

## Handlung
Tom Solomon und Violet Barnes leben in San Francisco. Er arbeitet als stellvertretender Küchenchef in einem angesagten Restaurant. Genau ein Jahr nachdem sich die beiden auf einer Silvesterparty kennengelernt haben, macht Tom Violet einen Heiratsantrag, den sie annimmt. Tom und Violet beginnen damit, die Hochzeit zu planen. Nach der Verlobungsfeier von Tom und Violet verbringen Toms bester Freund und Arbeitskollege Alex und Violets Schwester Suzie unerwartet die Nacht miteinander. Später beichtet Suzie, dass sie von Alex schwanger ist. Noch bevor das Baby geboren wird, heiraten Alex und Suzie.
Violet hat in den letzten acht Jahren Psychologie studiert und wartet nun sehnsüchtig auf die Antwort von Universitäten, an denen sie sich um eine Postdoc-Stelle beworben hat. Bevor sie Tom heiratet und Kinder bekommt, möchte sie auch beruflichen Erfolg haben. Eines Tages erhält sie die Zusage von der Universität Michigan. Als sie Tom die Nachricht übermittelt, ist dieser sofort damit einverstanden, seine Stellung als stellvertretender Küchenchef zu kündigen und mit ihr nach Michigan zu ziehen. Die geplante Hochzeit wollen die beiden dafür zunächst verschieben.
Die Suche nach einer geeigneten Stellung in Michigan gestaltet sich für Tom schwierig; er findet schließlich eine Anstellung in einem Fast-Food-Lokal. Violet findet schnell Anschluss bei ihren neuen Kollegen an der Universität Michigan. Aufgrund ihrer erfolgreichen Arbeit erhält die Universität weitere Fördermittel, und die zunächst auf zwei Jahre befristete Anstellung von Violet wird verlängert. Nachdem sie Tom von der Verlängerung berichtet hat, erzählt er ihr endlich, dass er mit seiner Situation in Michigan sehr unzufrieden ist. In den folgenden Monaten flüchtet sich Tom in seine eigene Welt. Er lässt sich einen Bart stehen, geht mit einigen Freunden auf die Jagd und bereitet das erlegte Wild selbst zu.
Bei einem gemeinsamen Kneipenbesuch mit Arbeitskollegen wird Violet von ihrem Vorgesetzten Winton geküsst. Immer noch sehr betrunken erscheint Violet am nächsten Morgen bei Tom im Restaurant und sagt ihm, dass sie die Hochzeit nicht länger aufschieben will und sie endlich heiraten sollten. Tom ist einverstanden. Während der Hochzeitsvorbereitungen beichtet Violet Tom, dass sie von Winton geküsst wurde. Tom verlässt die gemeinsame Verlobungsfeier und jagt Winton, der bei der Feier aufgetaucht ist, durch die Stadt. Im Verlauf der Nacht versucht eine Arbeitskollegin, den völlig betrunkenen Tom zu verführen. Tom wacht am nächsten Morgen mit einem erfrorenen Zeh im zugeschneiten Wald auf.
Tom und Violet beschließen, sich zu trennen. Sie gibt ihm den Verlobungsring zurück und er verlässt Michigan und zieht zurück nach San Francisco. In den nächsten Monaten hat Violet eine Beziehung mit Winton. Tom arbeitet nun in einem Restaurant in San Francisco, das von seinem Freund Alex geleitet wird, und hat ebenfalls eine neue Beziehung. Nachdem Tom von Alex entlassen wird, wagt er einen Neuanfang und eröffnet einen mobilen Taco-Verkauf. Währenddessen soll Violet in Michigan befördert werden. Sie findet jedoch heraus, dass sie die neue Stelle nur aufgrund ihrer Beziehung zu Winton erhalten soll.
Als Violets Großmutter stirbt, kommt Tom zur Beerdigung. Dort sehen sich Tom und Violet erstmals seit langer Zeit wieder und kommen sich emotional und körperlich näher. Tom schlägt vor, dass Violet mit ihm für einige Tage nach San Francisco kommen soll. Sie verstehen sich wieder so gut wie in früheren Tagen. Als Tom Violet zum Flughafen bringen will, macht ihm Violet im Auto einen Heiratsantrag. Tom gesteht, dass auch er ihr am Flughafen einen Antrag machen wollte. Violet ist ihm jedoch zuvorgekommen und hat eine spontane Hochzeit in einem Park in San Francisco organisiert. Die beiden heiraten noch am selben Tag.

## Veröffentlichung
Der Film startete in den USA am 27. April 2012 in den Kinos und in Deutschland am 12. Juli 2012. Bei einem Budget von ca. 30 Mio. US-Dollar spielte der Film weltweit ca. 53,9 Mio. US-Dollar ein.

## Kritik
„Man lacht nicht über Tom und Violet, man ergötzt sich auch nicht, wie in Hollywoods 08/15-Romanzen, an idealisierten Supermodels, stattdessen lacht man über das ganze Geschlechterchaos. Und über sich selbst.“

„Die Erzählung läuft aus dem Ruder und eine Kürzung um 15 Minuten hätte dem Film auch gut getan. Aber zugleich ist ‚Fast verheiratet‘ dermaßen charmant und lustig, dass die mangelnde Stringenz am Ende kaum negativ ins Gewicht fällt.“

„Dies ist die Art Film, der die Gemüter scheiden könnte. Auf der einen Seite ist er zwar oft sehr witzig […] auf der anderen Seite wird es dann aber irgendwo in der Mitte auch ziemlich absurd. […] Glücklicherweise fängt sich dann alles im letzten Drittel wieder, es ist aber trotzdem schade, da der Film ohnehin viel zu lang ist. Ein absoluter Glücksfall ist die Besetzung von Jason Segel und Emily Blunt […]“

„Eine unprätentiöse, charmante Romanze, die angenehm realitätsnah die Schwierigkeiten junger Paare im Spannungsfeld von Romantik, Traditionen und dem Druck moderner Arbeits- und Lebensverhältnisse auslotet.“

Bei Metacritic erreicht der Film einen Metascore von 62 %, basierend auf 38 Kritiken.
Von 164 den bei Rotten Tomatoes gesammelten Filmkritiken fallen 63 % positiv aus (Stand August 2015).